# Waldsassen

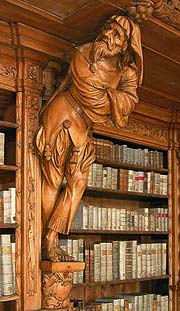
Der Ignorant, Holzfigur aus der Stiftsbibliothek Waldsassen

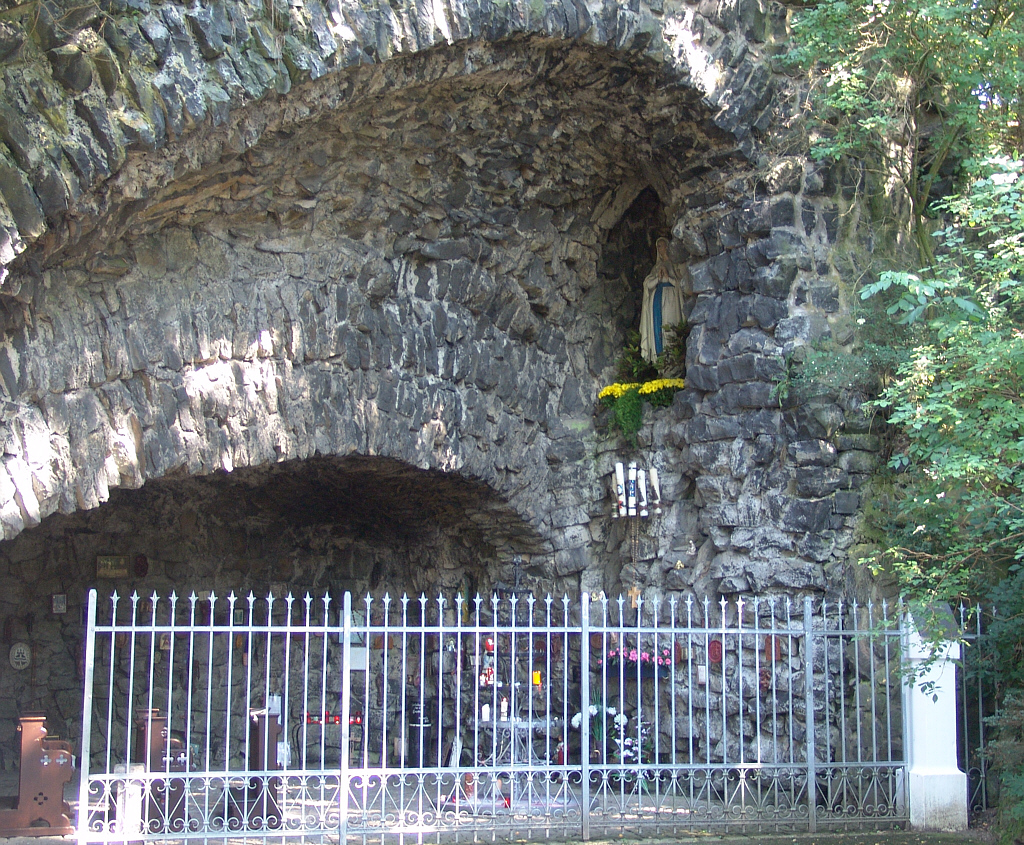
Die sogen. Lourdesgrotte, östlich von Waldsassen.

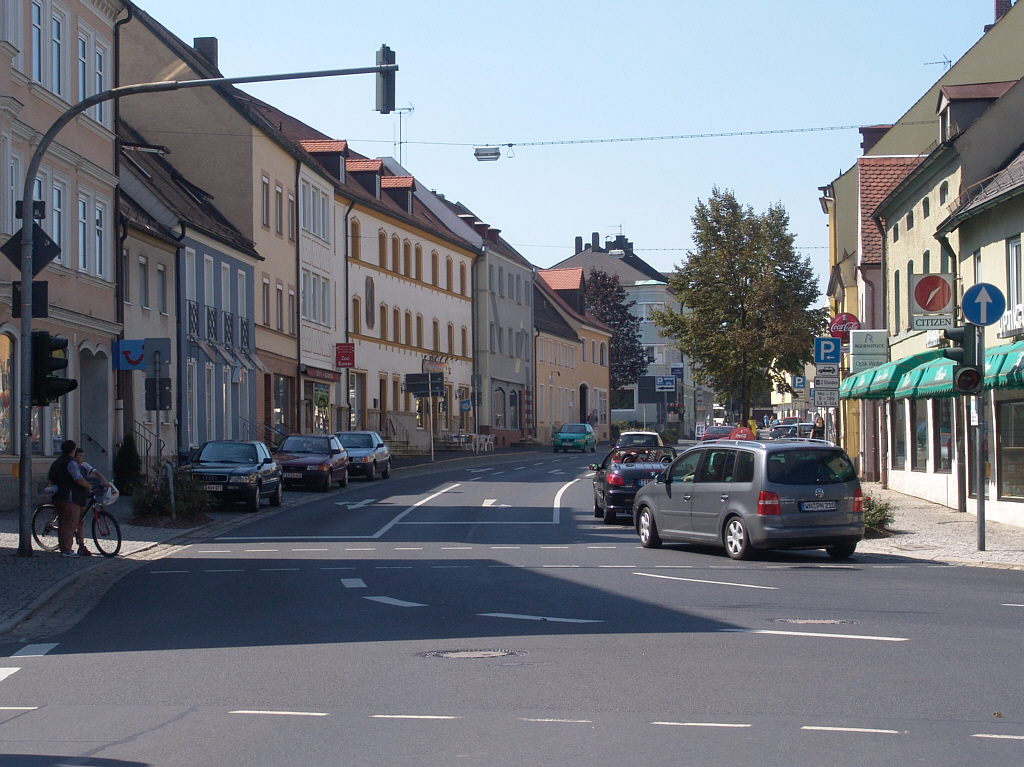
Prinz-Ludwig-Straße, Hauptstraße in Waldsassen

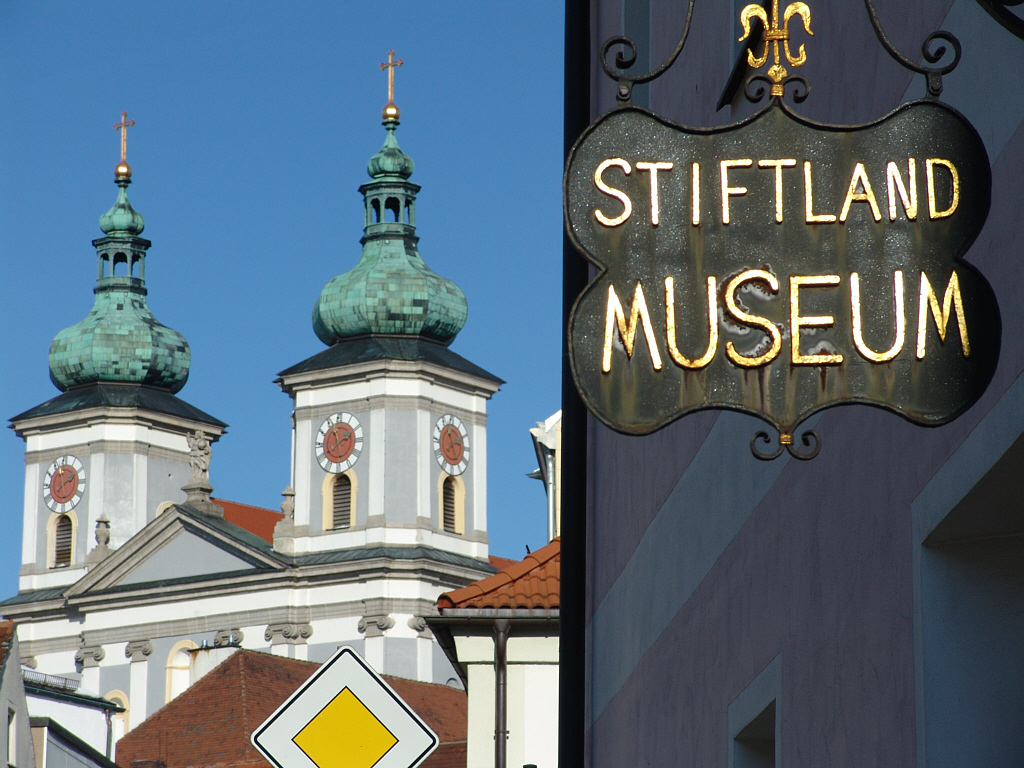
Am Stiftlandmuseum. Im Hintergrund die Türme der Stiftsbasilika

Waldsassen (tschechisch Valdsasy) ist eine Stadt im Oberpfälzer Landkreis Tirschenreuth an der Bayerischen Porzellanstraße und das kulturelle Zentrum des Oberpfälzer Stiftlands. Sie ist eine von 13 sogenannten leistungsfähigen kreisangehörigen Gemeinden in Bayern.

## Geografie

### Geografische Lage
Die Stadt liegt eingebettet zwischen Kohlwald und Oberpfälzer Wald im Tal der Wondreb. Die tschechische Stadt Cheb (Eger) ist zehn Kilometer von Waldsassen entfernt und über den Grenzübergang Hundsbach-Svatý Kříž (Heiligenkreuz) zu erreichen. Waldsassen ist die nördlichste Stadt der Oberpfalz.

### Nachbargemeinden
| Schirnding 11 km  |                                             |                         |
| Konnersreuth 6 km | Kompassrose, die auf Nachbargemeinden zeigt |                         |
| Mitterteich 8 km  | Leonberg 7 km                               | Bad Neualbenreuth 10 km |

### Gemeindegliederung
Die Stadtgemeinde Waldsassen hat 21 Gemeindeteile (in Klammern ist der Siedlungstyp angegeben):
- Egerteich (Weiler)
- Glasmühle (Einöde)
- Glaswies (Einöde)
- Groppenheim (Dorf)
- Hatzenreuth (Dorf)
- Hundsbach (Dorf)
- Kappl (Einöde)
- Kondrau (Dorf)
- Mammersreuth (Dorf)
- Mitterhof (Einöde)
- Münchenreuth (Pfarrdorf)
- Naßgütl (Einöde)
- Netzstahl (Weiler)
- Neusorg (Einöde)
- Pechtnersreuth (Dorf)
- Pfudermühle (Einöde)
- Querenbach (Dorf)
- Schloppach (Dorf)
- Schottenhof (Weiler)
- Waldsassen (Hauptort)
- Wolfsbühl (Weiler)

Es gibt die Gemarkungen Kondrau (nur Gemarkungsteil 1), Münchenreuth, Querenbach, Waldsassen und Wernersreuth (nur Gemarkungsteil 1).

## Geschichte

### Bis zum 19. Jahrhundert
Die Anfänge Waldsassens gehen zurück bis vor das Jahr 1133. Am 1. Oktober holte Markgraf Diepold III. von Vohburg-Cham Mönche aus Volkenroda in Thüringen, um das Kloster Waldsassen zu gründen, vermutlich ausgehend von einer bereits bestehenden Eremiten-Kommunität um einen sonst nicht belegten Gerwig von Wolmundstein. Waldsassen entwickelte sich in den nachfolgenden Jahrhunderten zu einem der bedeutendsten Zisterzienserklöster Bayerns. Ab 1214 Reichsabtei, geriet das Kloster im Spätmittelalter unter pfälzische Herrschaft, nachdem es 1465 Pfalzgraf Otto II. von Pfalz-Mosbach-Neumarkt als Vogt gewählt hatte. 1571 wurde das Kloster vom pfälzischen Kurfürsten im Zuge der Reformation aufgehoben. Lange Zeit waren die Klostergebäude die einzige Ansiedlung. Erst um das 17. Jahrhundert entstanden außerhalb des Klosters die ersten Häuserzeilen, errichtet in Form einer „Rasterstadt“ durch zugewanderte kalvinistische Tuchmacherfamilien.
Laut dem zwischen Kaiser Ferdinand II. und Herzog Maximilian von Bayern 1619 ausgehandelten Münchner Vertrag war die Oberpfalz an die bayrische Linie der Wittelsbacher gefallen: schon 1621 konnte die Rekatholisierung einsetzen und 1661 erneut Zisterzienser aus dem Kloster Fürstenfeld nach Waldsassen kommen. 1690 wurde das Kloster wieder zur Abtei erhoben. 1803 wurde das Kloster im Rahmen der Säkularisation nach dem Reichsdeputationshauptschluss erneut aufgehoben.
1865 wurde die Eisenbahnlinie Wiesau-Eger eröffnet. Für Waldsassen bedeutete dies einen industriellen Aufschwung.
1896 verlieh Prinzregent Luitpold dem Markt Waldsassen die Stadtrechte. Die Einwohnerzahl war inzwischen auf fast 4000 angewachsen. 30 Jahre zuvor war die erste Porzellanfabrik gegründet worden, der in den darauffolgenden Jahren eine Klinkerfabrik, ein Ziegelwerk und die erste Glashütte folgten.

### 20. Jahrhundert
Einen starken Bevölkerungszuwachs erlebte Waldsassen nach 1945, als viele Heimatvertriebene dort ein neues Zuhause fanden. Die Bevölkerungszahl stieg sprunghaft von 5300 auf 7800. In den darauffolgenden Jahrzehnten entstanden neue Stadtteile, die das Stadtbild beträchtlich veränderten.

### Eingemeindungen
Vor der Gebietsreform hatte die Stadt Waldsassen keine weiteren Orte und das Stadtgebiet umfasste etwa 614 Hektar. Im Zuge der Gemeindegebietsreform wurden am 1. Januar 1972 die Gemeinde Querenbach mit etwa 1277 Hektar Gemeindefläche und den sechs Orten Mammersreuth, Egerteich, Hatzenreuth, Pfuderforst, Querenbach und Schloppach und Gebietsteile der aufgelösten Gemeinde Kondrau mit den Orten Glasmühle, Glaswies, Groppenheim, Kondrau, Netzstahl, Sauerbrunn und Wolfsbühl eingegliedert. Am 1. Juli 1972 kam die Gemeinde Münchenreuth mit den acht Orten Hundsbach, Kappl, Mitterhof, Münchenreuth, Naßgütl, Neusorg, Pechtnersreuth und Schottenhof hinzu.

### Einwohnerentwicklung
Zwischen 1988 und 2018 sank die Einwohnerzahl von 7798 auf 6694 um 1104 bzw. um 14,2 %.

## Politik

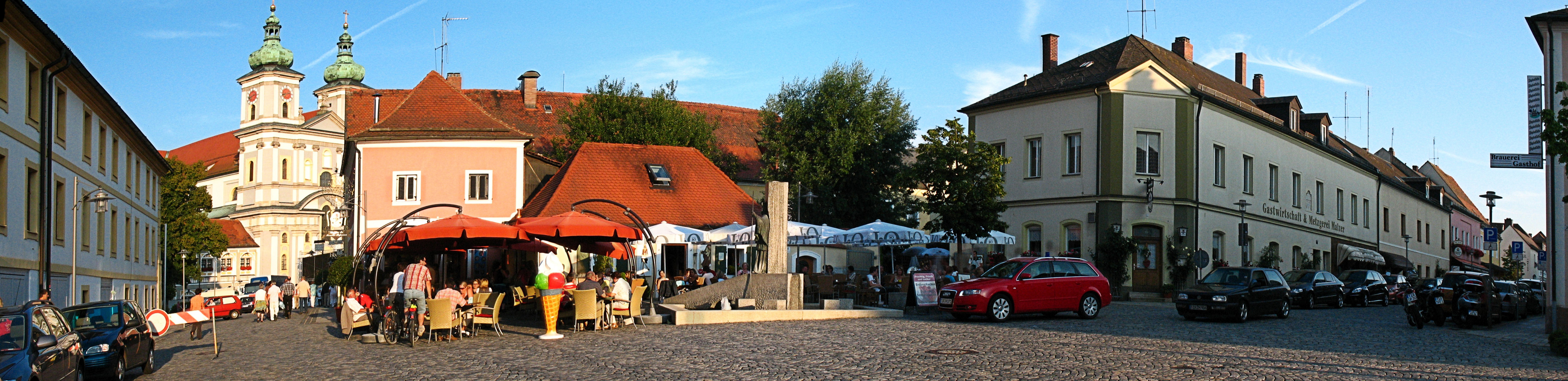
Panoramabild vom Johannisplatz mit Blick auf die Basilika und rechts in die Prinzregent-Luitpold-Straße

### Stadtrat
Der Stadtrat besteht aus 20 Mitgliedern, die sich nach der Kommunalwahl am 15. März 2020 auf die Parteien und Wählergruppen wie folgt verteilen:
- CSU: 10 Sitze
- SPD: 5 Sitze
- FWG: 5 Sitze

### Bürgermeister
- Erster Bürgermeister: Bernd Sommer (CSU)
- Zweiter Bürgermeister: Markus Scharnagl (CSU)
- Dritter Bürgermeister(in): Katja Bloßfeldt (CSU)

### Wappen
|                                   | Blasonierung: „In Silber auf grünem Boden und vor grünen Bäumen stehend ein silbern gekleideter Abt mit silberner Mitra und einem goldenen Abtstab in der Linken, die Rechte gestützt auf einen vor ihm stehenden goldenen Schild, darin eine blaue heraldische Lilie.“ |
| Das Wappen ist seit 1693 bekannt. | |

### Städtepartnerschaften
- Marcoussis, Frankreich (1970)
- Pencoed, Vereinigtes Königreich (1987)
- Chodov (Chodau), Tschechien (2015)[13]

### Patenschaft
- Chodov (Chodau), Tschechien (1956)

## Kultur und Sehenswürdigkeiten

### Musik
Waldsassen hat sich auch überregional einen Namen als Veranstaltungsort klassischer Konzerte gemacht. In der Basilika konzertierten bedeutende Orchester (so die Bamberger Symphoniker) und Dirigenten (zum Beispiel Leonard Bernstein und Colin Davis).
Darüber hinaus finden, von der Stiftung Kultur- und Begegnungszentrum Abtei Waldsassen veranstaltet, jährlich Musikseminare statt, von denen die Internationale Orgelakademie und die Internationale Singwoche im Sommer die bedeutendsten sind. Daneben findet der Chor der Stiftsbasilika unter der Leitung von Kirchenmusiker Regionalkantor Andreas Sagstetter mit seinen jährlichen Konzerten und den vielfältigen liturgischen Feiern in der Basilika großen Anklang. Seit September 2016 gibt es mit dem Kunsthaus Waldsassen einen weiteren Veranstaltungsraum für Konzerte aller Art.

### Ausstellungen
Mit Ausstellungen von Exponaten aus Holz, Bronze und weiteren Werkstoffen sowie von Fotografie und Malerei bietet das Kunsthaus Waldsassen alle ein bis zwei Monate ein breites künstlerisches Spektrum. Zur alljährlichen Gemeinschaftsausstellung des Kunsthauses Waldsassen e. V. präsentieren die Mitglieder des Vereins ihre Werke im Kunsthaus.

### Bauwerke
- Die Stiftsbasilika mit Deutschlands größter Kirchen- und Klostergruft und dem umfangreichsten barocken Reliquienschatz nördlich der Alpen ist das Wahrzeichen von Waldsassen
- Das Kloster Waldsassen der Zisterzienserinnen
- Stiftsbibliothek im Kloster der Zisterzienserinnen mit ihren kunstvollen Schnitzereien von Karl Stilp
- Dreifaltigkeitskirche Kappl, ein bedeutender Rundbau des Barocks
- Bruder Klaus Kapelle im Ortsteil Hatzenreuth
- Stiftlandmuseum mit seinen Sonderausstellungen
- Kunsthaus Waldsassen

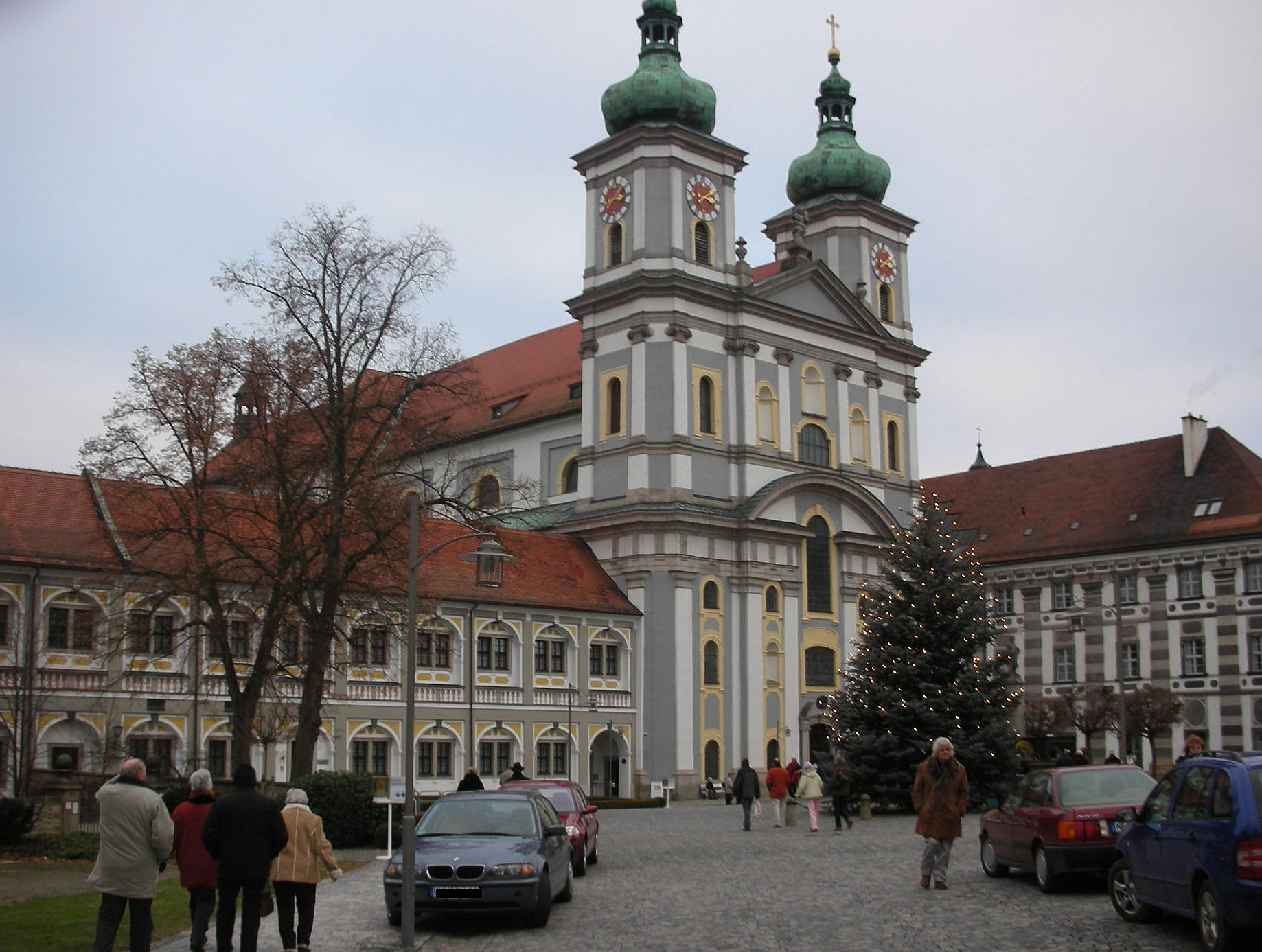
Vorderansicht der Basilika
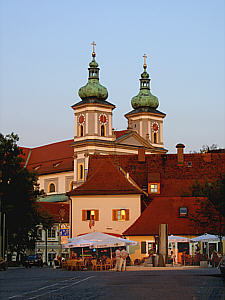
Die Stiftsbasilika
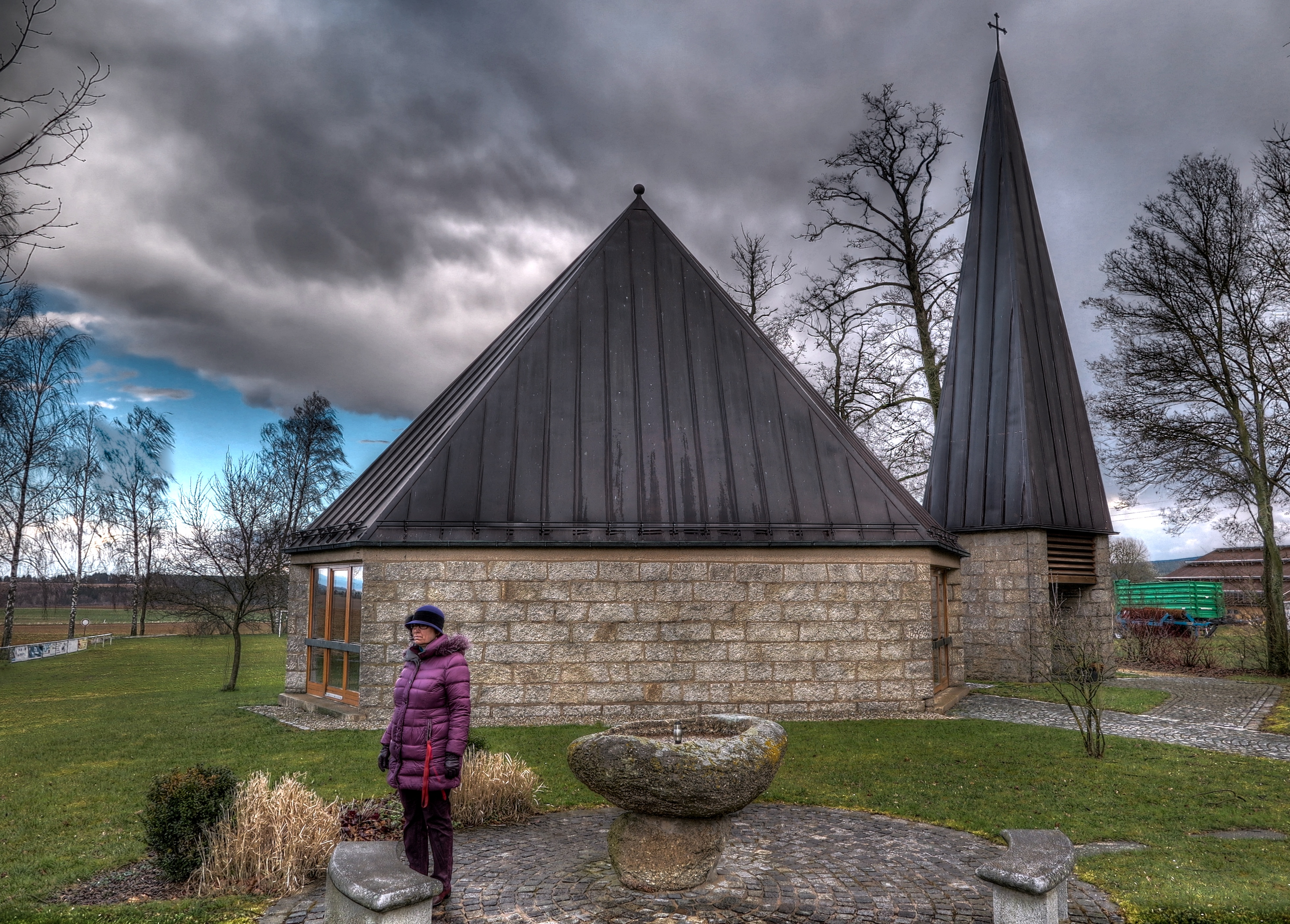
Bruder Klaus Kapelle in Hatzenreuth
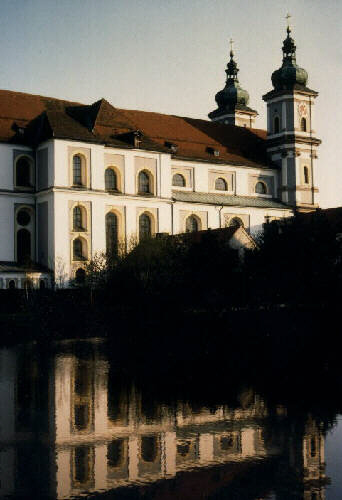
Spiegelung im Stadtparkweiher

### Parks

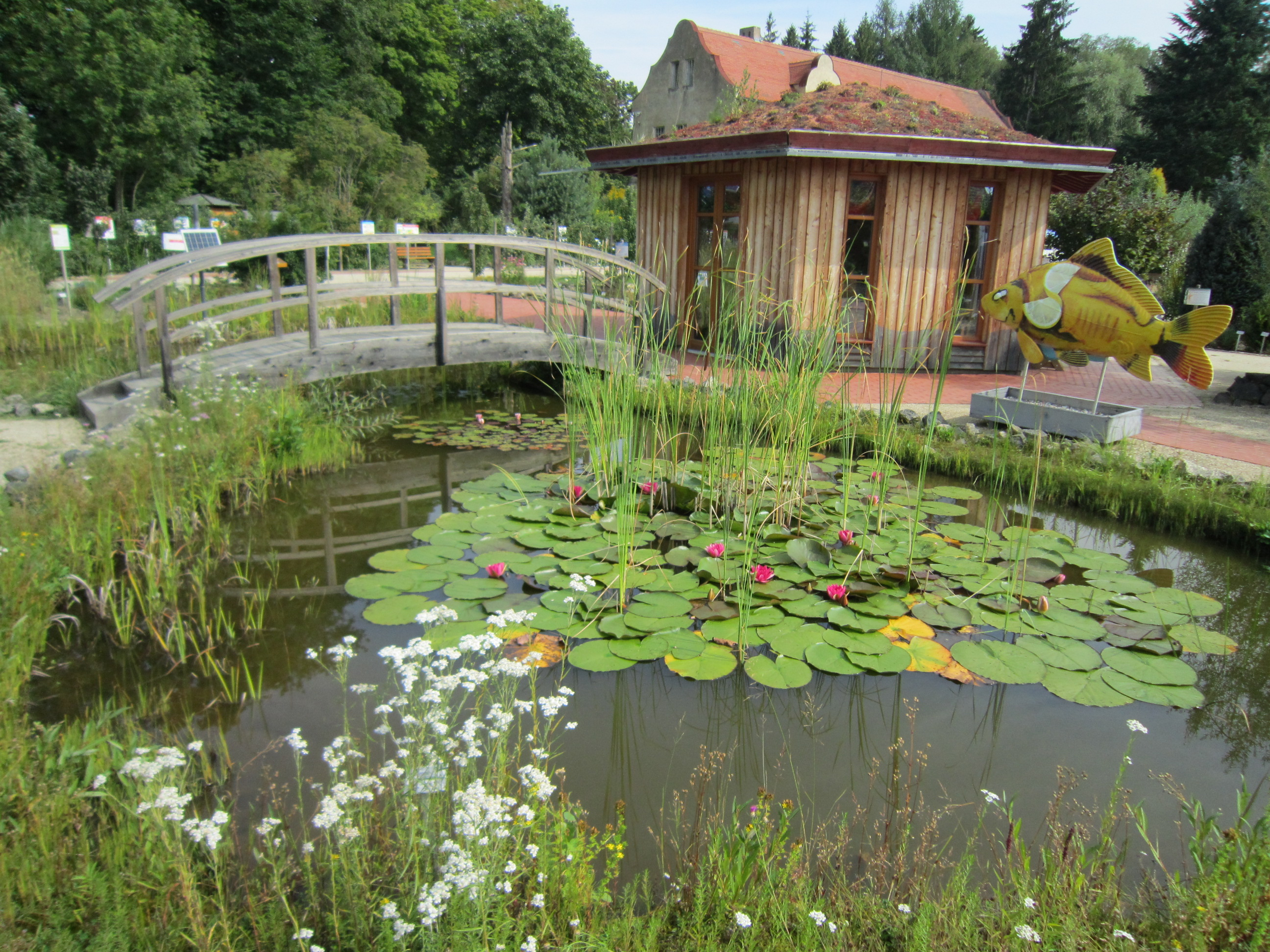
Naturerlebnisgarten

An das Kloster angeschlossen ist der zum Naturerlebnisgarten umgestaltete Garten der Zisterzienserinnen-Abtei, der von der Stiftung Kultur- und Begegnungszentrum Abtei Waldsassen betrieben wird. Der Garten war eine Außenstelle der grenzüberschreitenden Gartenschau 2006 Marktredwitz/Eger.

### Sport
- Egrensis-Bad, städtisches beheiztes Freibad
- Hallenbad
- Turnhalle
- Mehrere Fußballplätze
- Tennisplätze
- Asphalt-Eisstockbahnen
- Mehrere vollautomatische Kegelbahnen
- Skianlage mit Lift, Flutlicht und Beschneiungsanlage
- Schießsportanlage
- Reitturnierplatz

## Wirtschaft und Infrastruktur

### Verkehr

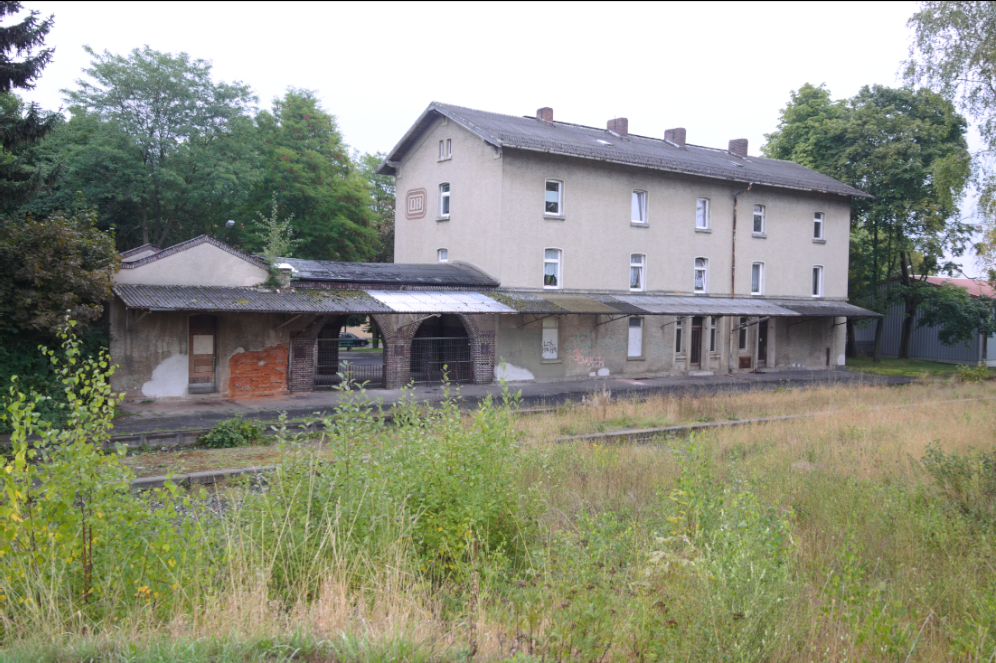
Bahnhof Waldsassen Bahnsteigseite (2013)

Der Bahnhof Waldsassen an der Strecke Wiesau–Eger ist seit 1986 stillgelegt. Die Gleise wurden 2000 abgebaut.
Waldsassen ist an den Iron Curtain Trail, den längsten offiziellen Radfernweg Europas, angeschlossen, welcher entlang des ehemaligen Eisernen Vorhangs verläuft.

### Ansässige Unternehmen
Die Kondrauer Mineral- und Heilbrunnen GmbH & Co KG, ein bayerischer Getränkehersteller mit der Hauptmarke „Kondrauer Mineralwasser“, hat seinen Unternehmenssitz in Kondrau, einem Ortsteil der Gemeinde Waldsassen.
Der Radhersteller Ghost hat seine Verwaltung und ein Lager in Waldsassen.
Das Bauunternehmen Franz Kassecker GmbH hat seinen Sitz in Waldsassen.
Die Waldsassener Glashütte Lamberts stellt unter anderem Echt-Antik-Glas für Kunstverglasungen her.

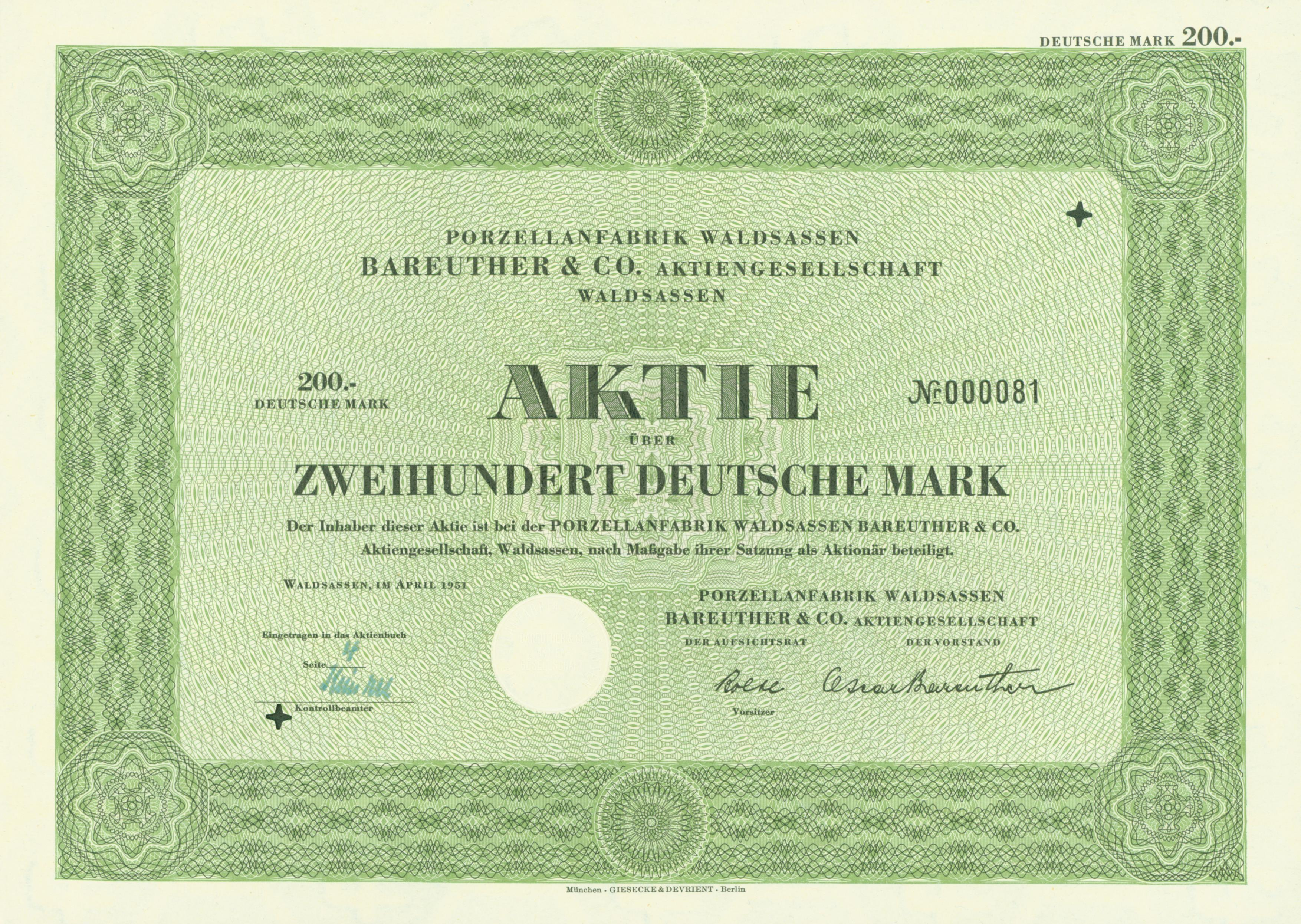
Aktie über 200 DM der Porzellanfabrik Waldsassen Bareuther & Co. AG vom April 1951

Einzigartig war auch die Holzperlenherstellung der Firma Stilp, die seit 1912 in Waldsassen ansässig war. Der Betrieb, der in den 1990er Jahren die Produktion einstellte, fertigte bis zu 90 verschiedene Perlensorten, die mit einer von der Firma entwickelten speziellen Technik und Farbe lackiert wurden.
Die Firma Hart Keramik hatte bis vor ein paar Jahren noch eine Produktion sowie auch die Verwaltung in Waldsassen.
In den 1960er Jahren gab es noch zwei Porzellanfabriken (Gareis, Kühnl & Cie. und die Bareuther & Co. AG.) in Waldsassen. Beide Firmen fusionierten 1969 zur Porzellanfabrik Waldsassen Bareuther & Co. AG. Aufgrund des allgemeinen Niedergangs der Porzellanindustrie wurde das Unternehmen 1993 geschlossen. Als Beitrag zur Industriegeschichte etablierten etwa 30 Oberpfälzer Gemeinden die Bayerische Porzellanstraße, zu der auch Waldsassen gehört.
Die (Lebkuchen-)Bäckerei Rosner ist bekannt aus der Fernsehshow Wetten dass bzw. durch Gloria von Thurn und Taxis.

### Öffentliche Einrichtungen
- Landesamt für Digitalisierung, Breitband und Vermessung – Geo-Datenbank Bayern
- Finanzamt
- Bayerische Staatsforsten

## Bildungseinrichtungen
- Realschule im Stiftland (Knabenrealschule)
- Mädchenrealschule der Zisterzienserinnen Waldsassen
- Mittel- bzw. Hauptschule Waldsassen
- Markgraf-Diepold-Schule

## Persönlichkeiten

### Söhne und Töchter der Stadt
- Karl Stilp (1668–1735), Bildhauer
- Philipp Muttone (1699–1775), Baumeister
- Joseph von Thoma (1767–1849), deutscher Forstwirtschaftler und Ministerialrat
- Joseph Pözl (1814–1881), bayerischer Landtagspräsident, geboren in Pechtnersreuth
- Joseph Baierlein (1839–1919), Schriftsteller
- Eugen Birzer (1847–1905), Maler und Zeichenlehrer
- Michael Doeberl (1861–1928), Historiker, Professor für Bayerische Landesgeschichte an der Ludwig-Maximilians-Universität München
- Walter Stang (1895–1945), Amtsleiter Kunstpflege im Amt Rosenberg (NS-Reichsüberwachungsamt) und Mitglied des Reichstags (NSDAP)
- Otto Freundl (1912–1982), Landrat und Landtagsabgeordneter
- Anton Schreiegg (1913–2003), Lyriker und Buchautor
- Karlheinz Ritter von Traitteur (1925–2000), Politiker (CSU), Oberbürgermeister von Forchheim
- Fritz Rummel (1936–2019), Geophysiker und Hochschullehrer
- Ernst Dietz (* 1943), Pädagoge und Politiker
- Wolfgang Gaag (* 1943), Hornist, Mitglied von German Brass, Professor an der Hochschule für Musik und Theater München
- Herbert Pöllmann (1956–2022), Mineraloge, Geochemiker und Kristallograph
- Irmgard Maenner (* 1959), Hörspielautorin
- Werner Fritsch (* 1960), Theatermann und Autor
- Horst Krybus (* 1960), Bürgermeister von Lohmar
- Wolfram Rieger, Pianist
- Matthias Hamann (* 1968), Fußballspieler und -trainer
- Michael Köllner (* 1969), Fußballtrainer
- Gerald Selch (* 1969), Journalist
- Tim Trantenroth (* 1969), Künstler
- Florian Gaag (* 1971), Regisseur
- Dietmar Hamann (* 1973), Fußballnationalspieler

### Weitere mit der Stadt verbundene Persönlichkeiten
- Georg Dientzenhofer (1643–1689), Baumeister
- Blasius Kurz (1894–1973), Franziskaner und katholischer Bischof
- Abraham Leuthner (~1639–1701), Baumeister
- Emil Bednarek (1907–2001), polnischer Funktionshäftling im KZ Auschwitz und verurteilter Massenmörder
- Claudia Gesell (* 1977), Leichtathletin[18]